# Crystal Palace Football Club
Pour la section féminine, voir Crystal Palace Football Club Women.
Maillots
Actualités

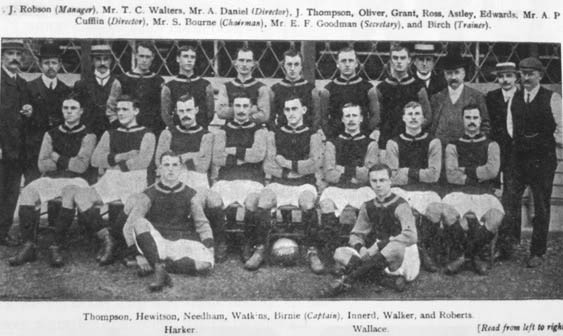
Une composition de l'équipe durant la saison 1905-06.

Le Crystal Palace Football Club est un club de football anglais basé à South Norwood, un quartier du borough de Croydon, dans la banlieue sud de Londres. L'équipe joue ses matchs à domicile au Selhurst Park depuis 1924. 
Depuis la saison 2013-2014, le club évolue en Premier League. Il remporte son premier trophée majeur en 2025 en s'imposant contre Manchester City en finale de Coupe d'Angleterre de football.
Le club a été fondé en 1861 par des joueurs du club de cricket du Crystal Palace. 
Cela fait du club le plus vieux de la Ligue devant Notts County. Le premier match recensé de l’équipe est contre le Forest F.C. le 15 mars 1862.
Le club atteint la première division anglaise pour la première fois lors de la saison 1969-1970, et sa première finale majeure en 1990. Il est relégué pour la première fois en seconde division à l'issue de la saison 1972-1973 puis relégué en troisième division la saison suivante. Après quelques saisons dans les divisions inférieures, le club est de retour en première division en 1979-1980.
La meilleure période du club a commencé en 1988-1989, quand le club termine troisième de la deuxième division et est promu en première division. Il a atteint la finale de la FA Cup en 1990 contre Manchester United et fait match nul, avant de perdre le replay. Crystal Palace a terminé troisième de la première division en 1990-1991. Palace était un membre fondateur de la FA Premier League en 1992-1993, mais a été relégué à l'issue de cette saison.
Le principal rival de Crystal Palace est Brighton & Hove Albion, mais le club a aussi des rivalités avec d'autres équipes du sud de Londres comme Millwall et Charlton Athletic.

## Repères historiques

### Débuts dans la Ligue du Sud (1905-1920)
Un premier club nommé Crystal Palace voit le jour dès 1861 et les historiens ont des difficultés à trouver un lien avec le club londonien actuel.
Le club original sera dissous en 1876 et Il faudra attendre jusqu'à 1905 pour voir la fondation des « Eagles » actuels par les propriétaires du stade de Crystal Palace, qui accueillait traditionnellement les finales de la Coupe d'Angleterre.
Le club évolue entre 1905 et 1919 en Southern League avant de rejoindre la League anglaise en 1920 en troisième division Sud.

### De la quatrième division à la première division (1958-1969)
Palace rejoint finalement pour la première fois l'élite anglaise de la première division en 1969.

### Ère Steve Coppell (1984-1993)
En 1990, l’équipe atteignit la finale de la Cup après une demi-finale complètement folle contre Liverpool (victoire 4-3 après prolongations, grâce notamment à un but d'Alan Pardew à la 109e minute).

### De la résurgence à l'insolvabilité (1993-2000)
Après avoir fait l'ascenseur plusieurs fois entre les années 1994 et 1998, même après avoir enrôlé la jeune révélation tunisienne du Mondial 98 Samy Zlassi (montant du transfert non défini) Crystal Palace réalise deux saisons décevantes en Championship en terminant à la 14e puis à la 15e place.

### Enlisement du club en deuxième division (2000-2013)
L'année 2000-2001 est extrêmement difficile et le club change trois fois d'entraîneur pendant la saison.
Le jour du dernier match, le club est en position de relégation mais parvient à se sauver miraculeusement grâce à un but de l'attaquant écossais Doogie Freedman à cinq minutes de la fin.
Ensuite, le club ne parvient pas à sortir du ventre mou du championnat et reste coincé en milieu de tableau (10e et 14e place).
La saison 2003-2004 semble être au départ une nouvelle saison décevante mais à dix journées de la fin, l'équipe réalise une excellente fin de parcours (seulement deux défaites en dix matchs) et malgré une défaite lors de l'ultime journée contre Coventry, le club parvient à accrocher la sixième place synonyme de qualification aux plays-offs.
Les Eagles affrontent Sunderland en demi-finale. 
Palace s'impose 3-2 au match aller, s'incline 2-1 au retour (en Angleterre, la règle du but à l'extérieur n'existe pas), et se qualifie en finale contre West Ham aux tirs au but.
La finale se déroule à Cardiff et Crystal Palace s'impose 1-0 grâce à un but de Neil Shipperley et gagne son ticket pour la Premier League.
Malgré de beaux exploits contre des gros clubs (matchs nuls contre Arsenal et Manchester United, victoire contre Liverpool), la dernière journée sera fatale pour les Eagles, qui avaient besoin d'une victoire à Charlton pour se qualifier.
Alors qu'à la 80e minute, Crystal Palace gagne 2-1, Charlton égalise et condamne le club.
L'attaquant Andrew Johnson aura marqué les esprits en terminant deuxième buteur du championnat avec 21 buts (10 penaltys).
L'année suivante, le club réussit encore à accrocher les plays-offs, mais s'incline en demi-finale contre Watford 3-0 au match aller.
Le match retour se finira sur le score de 0-0.

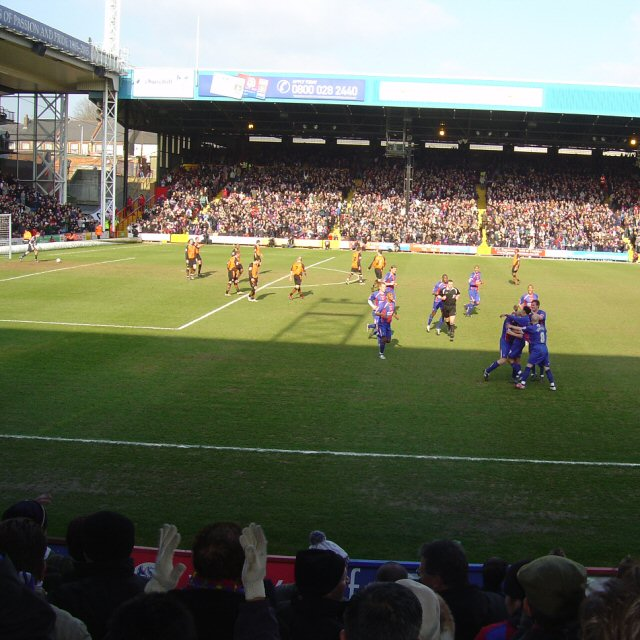
Rencontre entre Palace et Ipswich Town en 2006.

La saison 2006-2007 est difficile et le club termine à la 12e place malgré une fin de saison plus encourageante.
La saison 2007-2008 voit Crystal Palace terminer à la cinquième place, synonyme de qualification pour les plays-offs. Le club londonien s'incline face à Bristol City 2-1 à l'aller comme au retour.
Lors de la deuxième journée de la saison 2009-2010 face à Bristol City, Crystal Palace se verra injustement refuser un but par l'arbitre Rob Shoebridge et ses trois assistants, pour ainsi dire la plus grosse erreur d'arbitrage jamais connue dans le football anglais: Freddie Sears donne l'avantage 0-1 aux visiteurs en seconde période. 
Monsieur Shoebridge, en concertation avec ses assistants, décide finalement d'annuler le but. La balle étant ressortie, le quatuor a vu le ballon frapper le poteau et pas le montant placé à l'intérieur du but.
À Palace, tout le monde réclame et tente de faire comprendre à l'arbitre qu'il se trompe, Neil Warnock, le manager, en tête. Crystal Palace s'inclinera finalement 1-0. Le recours déposé par le club auprès de la ligue afin de pouvoir rejouer le match à la suite de cette injustice sera rejeté quelques jours plus tard.
Le 27 mai 2013, Crystal Palace revient en Premier League à la suite de sa victoire contre Watford en finale des barrages (1-0 après prolongations) après avoir déjà éliminé Brighton (0-0 puis 0-2 en faveur de Palace). Le club londonien revient en Premier League après l'avoir quittée à l'issue de la saison 2004-2005.

### Retour et stabilisation en Premier League (depuis 2013)
Crystal Palace commence mal sa saison 2013-2014, avec seulement quatre points en onze journées de Premier League et cela provoque le licenciement de Ian Holloway et son remplacement par Tony Pulis l'ancien entraîneur de Stoke City. L'arrivée de Pulis crée un électrochoc dans le groupe et le club assure facilement son maintien en terminant à la onzième place du championnat et Tony Pulis sera élu «manager du mois d'avril».

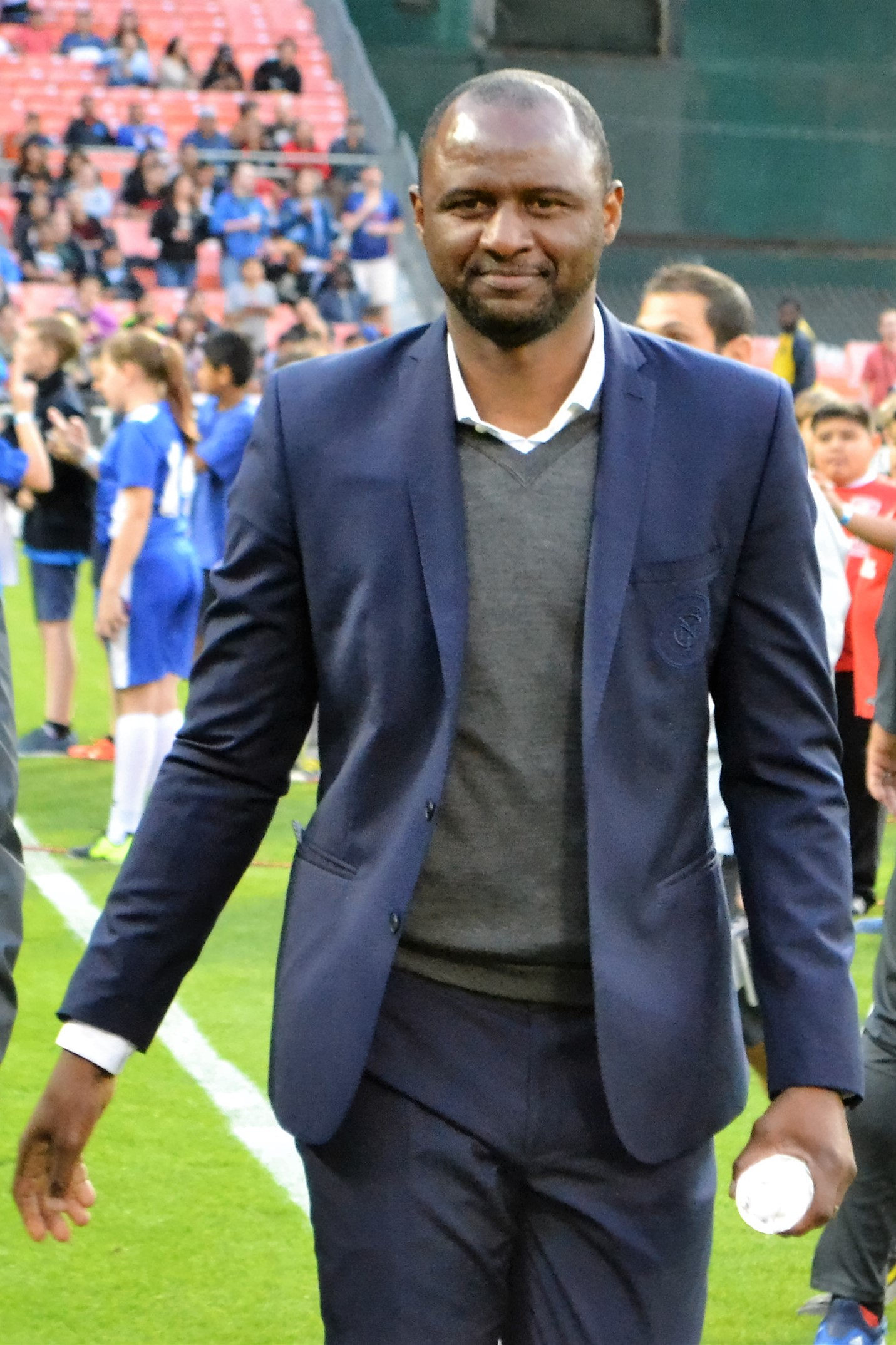
Patrick Vieira, entraîneur de 2021 à 2023.

Durant l'été 2014, Tony Pulis démissionne à la suite du refus des responsables du club de lui donner des garanties sur l'équipe. De ce fait, le 27 août 2014, Neil Warnock est nommé entraîneur, mais il est limogé en décembre 2014 pour manque de résultats et il cède sa place à Alan Pardew. Pour sa première saison complète au club, Pardew emmène les Eagles en finale de la FA Cup, une première pour le club en 26 ans. Palace s'incline néanmoins 2 buts à 1 après prolongations contre Manchester United. Après un début de saison décevant, Pardew est limogé et remplacé par Sam Allardyce, spécialiste des opérations de maintien. Allardyce réussit son pari de maintenir le club en Premier League mais démissionne durant l'été 2017 à la surprise générale.

### L'èreFrank de Boer,Roy Hodgson,Patrick VieraetOliver Glasner
Le club décide alors de changer de politique en engageant un entraineur étranger pour la première fois de son histoire en la personne de Frank de Boer. Le technicien néerlandais arrive avec pour mission de transformer l'identité de jeu de l'équipe en déployant un football offensif. Le début de saison est toutefois catastrophique et après une seule victoire en cinq matchs, le Batave est démi de ses fonctions. 
Il est alors remplacé par Roy Hodgson, l'expérimenté entraineur anglais et fan du club. Hogdson parvient à éviter la relégation au club et ramène stabilité et sérénité.
En quatre saisons avec Hogdson, Palace ne termine jamais au delà de la 14e place au classement, et atteint notamment les quarts de finale de la FA Cup en 2018-2019.
À l'issue de la saison 2020-2021, Hogdson quitte le club pour partir à la retraite. Il est remplacé par l'ancien grand joueur, Patrick Vieira, qui place le club à la 11e place pour sa première saison en 2021-2022.
Le 21 mars 2023 , c'est au tour de Patrick Vieira d'être limogé . La faiblesse offensive de l'équipe et le manque de résultats importants en vue d'un maintien pousse le propriétaire à faire de nouveau appel au coach expérimenté Roy Hodgson pour accomplir cette mission qu'est de maintenir Crystal Palace au sommet du foot anglais dix ans après sa remontée en Premier League.
Le 17 mai 2025, Crystal Palace remporte la Coupe d'Angleterre, ou Emirates FA Cup, son premier trophée majeur depuis la création du club en 1861.
Le 10 août 2025, le club remporte le Community Shield face au Liverpool FC, vainqueur en titre du Championnat d'Angleterre (la Premier League).

## Supporters et rivalités
Le principal rival de Crystal Palace est Brighton & Hove Albion, mais le club a aussi des rivalités avec d'autres équipes du sud de Londres comme Millwall et Charlton Athletic.

## Identité

### Logos

Logo jusqu'en 2022.
Logo depuis 2022.

## Bilan sportif

### Palmarès
| Compétitions nationales | Compétitions régionales |
| - Championnat d'Angleterre (0) - Meilleur classement : 3e en 1991. - Championnat d'Angleterre de deuxième division (2) - Champion : 1979 et 1994. - Vice-champion : 1969. - Championnat d'Angleterre de troisième division (1) - Champion : 1921 (Sud). - Vice-champion : 1929, 1931, 1939 et 1964. - Championnat d'Angleterre de quatrième division (0) - Vice-champion : 1961. - Coupe d'Angleterre (1) - Vainqueur : 2025 - Finaliste : 1990 et 2016. - Community Shield (1) - Vainqueur : 2025 - Full Members Cup (1) - Vainqueur : 1991. | - South Regional League (1) - Champion : 1941. - South 'D' Wartime League (1) - Champion : 1940 - Southern Football League Division One (0) - Vice-champion : 1914. - Southern Football League Division Two (0) - Champion : 1906. - London Challenge Cup (3) - Champion : 1913, 1914 et 1921. |

### Bilan européen
Légende
- Victoire ou qualification pour le tour suivant
- Match nul
- Défaite ou élimination de la compétition

Note : dans les résultats ci-dessous, le score du club est toujours donné en premier.
| Saison    | Compétition      | Tour           | Club       | Domicile | Extérieur | Total |
| --------- | ---------------- | -------------- | ---------- | -------- | --------- | ----- |
| 1998      | Coupe Intertoto  | Troisième tour | Samsunspor | 0 - 2    | 0 - 2     | 0 - 4 |
| 2025-2026 | Ligue Conférence | Barrages Q     |            | -        | -         | -     |

## Joueurs et personnages du club

### Entraîneurs
Le tableau suivant présente la liste des entraîneurs du club depuis 1905.
| Rang | Nom                        | Période   |
| ---- | -------------------------- | --------- |
| 1    | John Robson                | 1905-1907 |
| 2    | Edmund Goodman             | 1907-1925 |
| 3    | Alex Maley                 | 1925-1927 |
| 4    | Fred Mavin                 | 1927-1930 |
| 5    | Jack Tresadern             | 1930-1935 |
| 6    | Tom Bromilow               | 1935-1936 |
| 7    | R.S Moyes                  | 1936      |
| 8    | Tom Bromilow               | 1937-1939 |
| 9    | George Irwin               | 1939-1947 |
| 10   | Jack Butler                | 1947-1947 |
| 11   | Ronnie Rooke               | 1949-1950 |
| 12   | Fred Dawes & Charlie Slade | 1950-1951 |
| 13   | Laurie Scott               | 1951-1954 |
| 14   | Cyril Spiers               | 1954-1958 |
| 15   | George Smith               | 1958-1960 |
| 16   | Arthur Rowe                | 1960-1962 |
| 17   | Dick Graham                | 1962-1966 |

| Rang | Nom                                  | Période   |
| ---- | ------------------------------------ | --------- |
| 18   | Arthur Rowe (intérim)                | 1966      |
| 19   | Bert Head                            | 1966-1973 |
| 20   | Malcolm Allison                      | 1973-1976 |
| 21   | Terry Venables                       | 1976-1980 |
| 22   | Ernie Walley (intérim)               | 1980      |
| 23   | Malcolm Allison                      | 1980-1981 |
| 24   | Dario Gradi                          | 1981      |
| 25   | Steve Kember                         | 1981-1982 |
| 26   | Alan Mullery                         | 1982-1984 |
| 27   | Steve Coppell                        | 1984-1993 |
| 28   | Alan Smith                           | 1993-1995 |
| 29   | Steve Coppell                        | 1995-1996 |
| 30   | Dave Bassett                         | 1996-1997 |
| 31   | Steve Coppell                        | 1997-1998 |
| 32   | Attilio Lombardo                     | 1998      |
| 33   | Ron Noades & Ray Lewington (intérim) | 1998      |
| 34   | Terry Venables                       | 1998-1999 |

| Rang | Nom                                        | Période   |
| ---- | ------------------------------------------ | --------- |
| 35   | Steve Coppell                              | 1999-2000 |
| 36   | Alan Smith                                 | 2000-2001 |
| 37   | Steve Kember (intérim)                     | 2001      |
| 38   | Steve Bruce                                | 2001      |
| 39   | Steve Kember & Terry Bullivant (intérim)   | 2001      |
| 40   | Trevor Francis                             | 2001-2003 |
| 41   | Steve Kember                               | 2003      |
| 42   | Kit Symons (intérim)                       | 2003      |
| 43   | Iain Dowie                                 | 2003-2006 |
| 44   | Peter Taylor                               | 2006-2007 |
| 45   | Neil Warnock                               | 2007-2010 |
| 46   | Paul Hart                                  | 2010      |
| 47   | George Burley                              | 2010-2011 |
| 48   | Dougie Freedman                            | 2011-2012 |
| 49   | Lennie Lawrence & Curtis Fleming (intérim) | 2012      |
| 50   | Curtis Fleming (intérim)                   | 2012      |

| Rang | Nom                    | Période   |
| ---- | ---------------------- | --------- |
| 51   | Ian Holloway           | 2012-2013 |
| 52   | Keith Millen (intérim) | 2013      |
| 53   | Tony Pulis             | 2013-2014 |
| 54   | Keith Millen (intérim) | 2014      |
| 55   | Neil Warnock           | 2014      |
| 56   | Keith Millen (intérim) | 2014-2015 |
| 57   | Alan Pardew            | 2015-2016 |
| 58   | Sam Allardyce          | 2016-2017 |
| 59   | Frank De Boer          | 2017      |
| 60   | Roy Hodgson            | 2017-2021 |
| 61   | Patrick Vieira         | 2021-2023 |
| 62   | Roy Hodgson            | 2023-2024 |
| 63   | Oliver Glasner         | 2024-     |

### Effectif professionnel actuel
Le premier tableau liste l'effectif professionnel des Eagles pour la saison 2025-2026. Le second recense les prêts effectués par le club lors de cette même saison.
En grisé, les sélections de joueurs internationaux chez les jeunes mais n'ayant jamais été appelés aux échelons supérieurs une fois l'âge-limite dépassé ou les joueurs ayant pris leur retraite internationale.

## Structures du club

### Stade

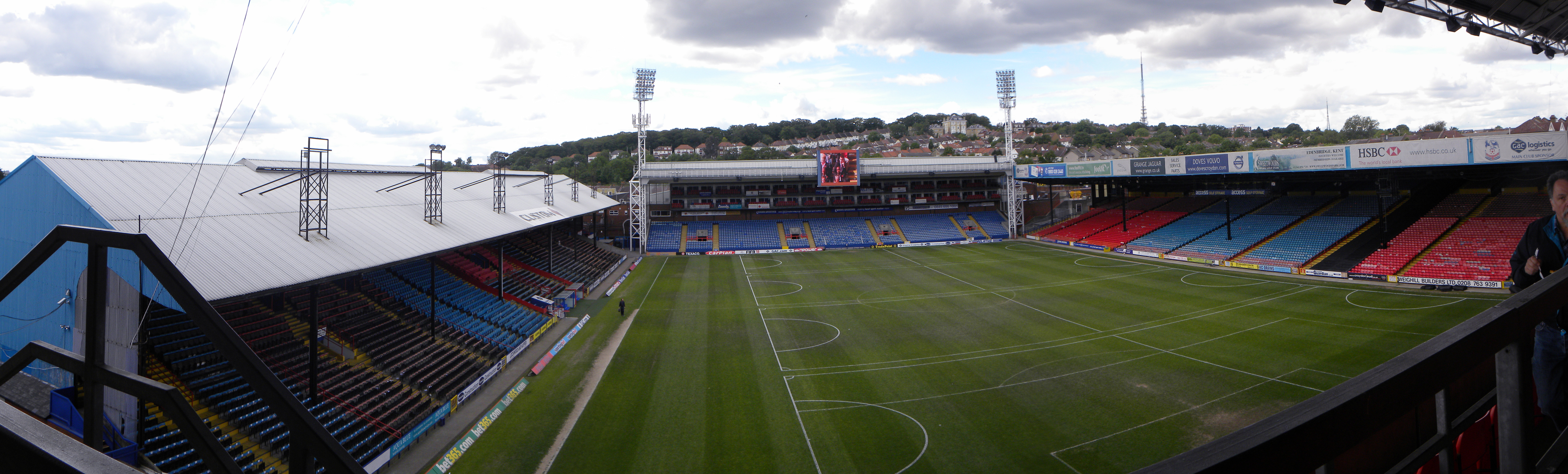
Vue panoramique de Selhurst Park.

Selhurst Park est un stade de football localisé dans la banlieue sud-est de Londres, dans le district de Croydon. 
C'est l'enceinte du club de Crystal Palace Football Club. 
Ce stade de 25 486 places fut inauguré le 30 août 1924. Le record d'affluence est de 51 482 spectateurs le 11 mai 1979 pour un match de championnat de deuxième division Crystal Palace Football Club-Burnley FC. Le terrain fut équipé d'un système d'éclairage pour les matchs en nocturne en septembre 1953.
Un projet de rénovation du stade est en cours.

### Équipementiers et sponsors
Le club est actuellement équipé par la marque italienne Macron.

## Liste des précédentséquipementiersde Crystal Palace
Umbro: 1971-1973; 1975-1977
Admiral: 1977-1980; 1987-1988; 2003-2004
Adidas: 1980-1984; 1996-1999
Hummel: 1984-1987
Bukta:  1988-1992
Ribero: 1993-1994
Nutmeg: 1994-1996
TFG Sports: 1999-2001
Le Coq Sportif: 2001-2003
Diadora: 2004-2007
Errea: 2007-2009
Nike: 2009-2012
Macron: 2014-2018;  2022-présent
Puma: 2018-2022